# Mikael Boman
Ernst Anders Mikael Boman (* 14. Juli 1988 in Kungsbacka) ist ein ehemaliger schwedischer Fußballspieler. Der Stürmer, seit 2013 für Halmstads BK und IFK Göteborg in der Allsvenskan aktiv, gewann 2015 den schwedischen Landespokal.

## Werdegang
Boman begann mit dem Fußballspielen bei Kungsbacka BI. Über IFK Fjärås, wo er seine ersten Schritte im Erwachsenenbereich machte, kam er 2008 zum Zweitligisten Falkenbergs FF. In der Superettan schwankte er in den ersten Jahren zwischen Ersatzbank und Startaufstellung, kam aber im Großteil der Spiele zum Einsatz. In der Spielzeit 2011 setzte er sich über weite Strecken in der Stammformation fest und erzielte acht Saisontore. Nach Auslaufen seines Vertrages zum Saisonende wechselte er innerhalb der Liga zu Halmstads BK, wo er einen Drei-Jahres-Vertrag unterzeichnete.
Bei seinem neuen Klub war Boman auf Anhieb Stammspieler, Trainer Jens Gustafsson setzte ihn in allen 30 Saisonspielen in der Startelf ein. Mit 13 Saisontoren platzierte er sich in der Spitzengruppe der Torschützenliste der Superettan. Als Tabellendritter erreichte er mit der Mannschaft um Ryan Miller, Guðjón Baldvinsson und Christian Järdler den dritten Tabellenrang. In der anschließenden Relegation gegen GIF Sundsvall war er im Rückspiel einer der Torschützen bei der 3:4-Niederlage, die nach dem 3:0-Hinspielerfolg den Aufstieg bedeutete. In der schwedischen Eliteserie war er anschließend ebenfalls regelmäßiger Torschütze, mit neun Saisontoren führte er die Mannschaft auf den Relegationsplatz. Erneut im Duell mit GIF Sundsvall setzte sich HBK abermals durch, nach einem 1:1-Unentschieden im Hinspiel war er mit zwei Toren beim 2:1-Rückspielerfolg entscheidend am Klassenerhalt beteiligt. Mit zehn Saisontoren in der Spielzeit 2014 platzierte er sich unter den besten Torschützen der Meisterschaft, der Klub schaffte als Tabellenzehnter den direkten Klassenerhalt.
Bereits kurz vor Ende der Spielzeit wurde bekannt, dass Boman seinem bisherigen Verein Halmstads BK den Rücken kehren würde – Ende Oktober 2014 gab der Ligakonkurrent IFK Göteborg seine und Tom Petterssons Verpflichtung bekannt. Unter Trainer Jörgen Lennartsson schwankte er in seiner ersten Spielzeit beim zweimaligen Europapokalsieger zwischen Startformation und Ersatzbank, bei 27 Saisoneinsätzen in der Meisterschaft wurde er letztlich zehn Mal ein- und 15 Mal ausgewechselt. Dennoch war das Jahr für ihn erfolgreich, mit dem Klub bezwang er im Endspiel um den Landespokal 2014/15 den Ligakonkurrenten Örebro SK nach zwischenzeitlichem 0:1-Rückstand durch einen 2:1-Erfolg nach Toren durch die Dänen Lasse Vibe und Søren Rieks. Die folgende Spielzeit war von Verletzungen überschattet, etwa einer mehrwöchigen Pause im Sommer zugezogen im Spiel der zweiten Qualifikationsrunde zur UEFA Europa League 2016/17 gegen den polnischen Vizemeister Piast Gliwice, so dass er letztlich mit 15 Ligaeinsätzen lediglich die Hälfte der 30 Saisonspiele absolvierte. 